# Dana Powell
Dana Powell (Missouri, 1974) é uma atriz e norte-americana, conhecida pelo seu papel de Pam Tucker na série do Modern Family.

## Infância e educação
Powell cresceu em Springfield, Missouri , onde estudou na Hillcrest High School. Powell conheceu seu marido, Dan Tipton, no estado de Missouri, e pouco depois da formatura ele a convidou para se mudar para Los Angeles. Tipton trabalhou como supervisor de produção para Modern Family. Eles têm um filho.

## Filmografia

### Cinema
| Ano  | Título      | Papel | Notas |
| ---- | ----------- | ----- | ----- |
| 2011 | Bridesmaids |       |       |

### Televisão
| Ano       | Título         | Papel      | Notas         |
| --------- | -------------- | ---------- | ------------- |
| 2013-2019 | Modern Family  | Pam Tucker | 14 episódioss |
| 2014      | Mom            |            | 1 episódio    |
| 2018-2019 | The Good Place |            | Ep 10 - T 03  |